# 近代美術

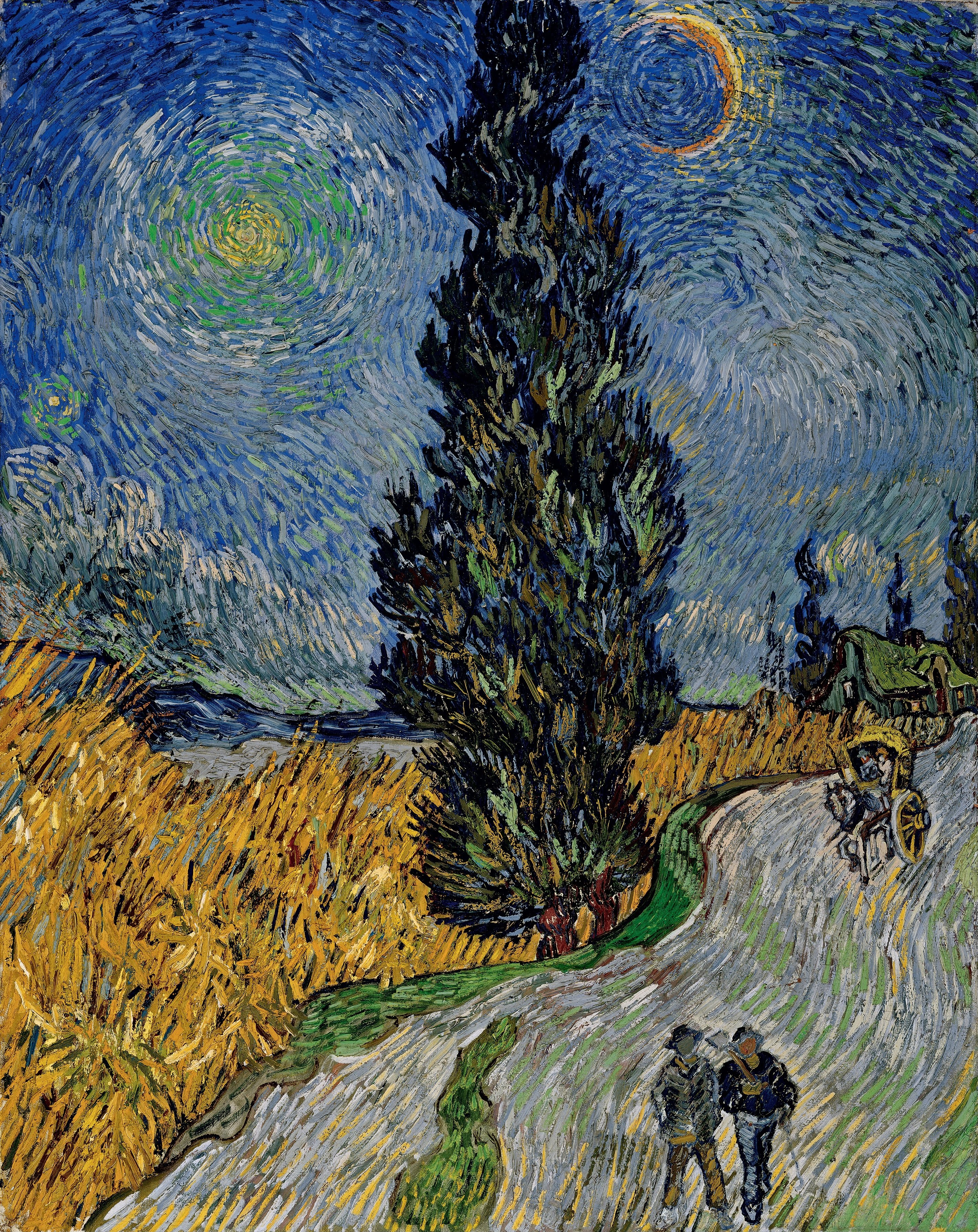
「糸杉と星の見える道」（フィンセント・ファン・ゴッホ画、クレラー・ミュラー美術館蔵）

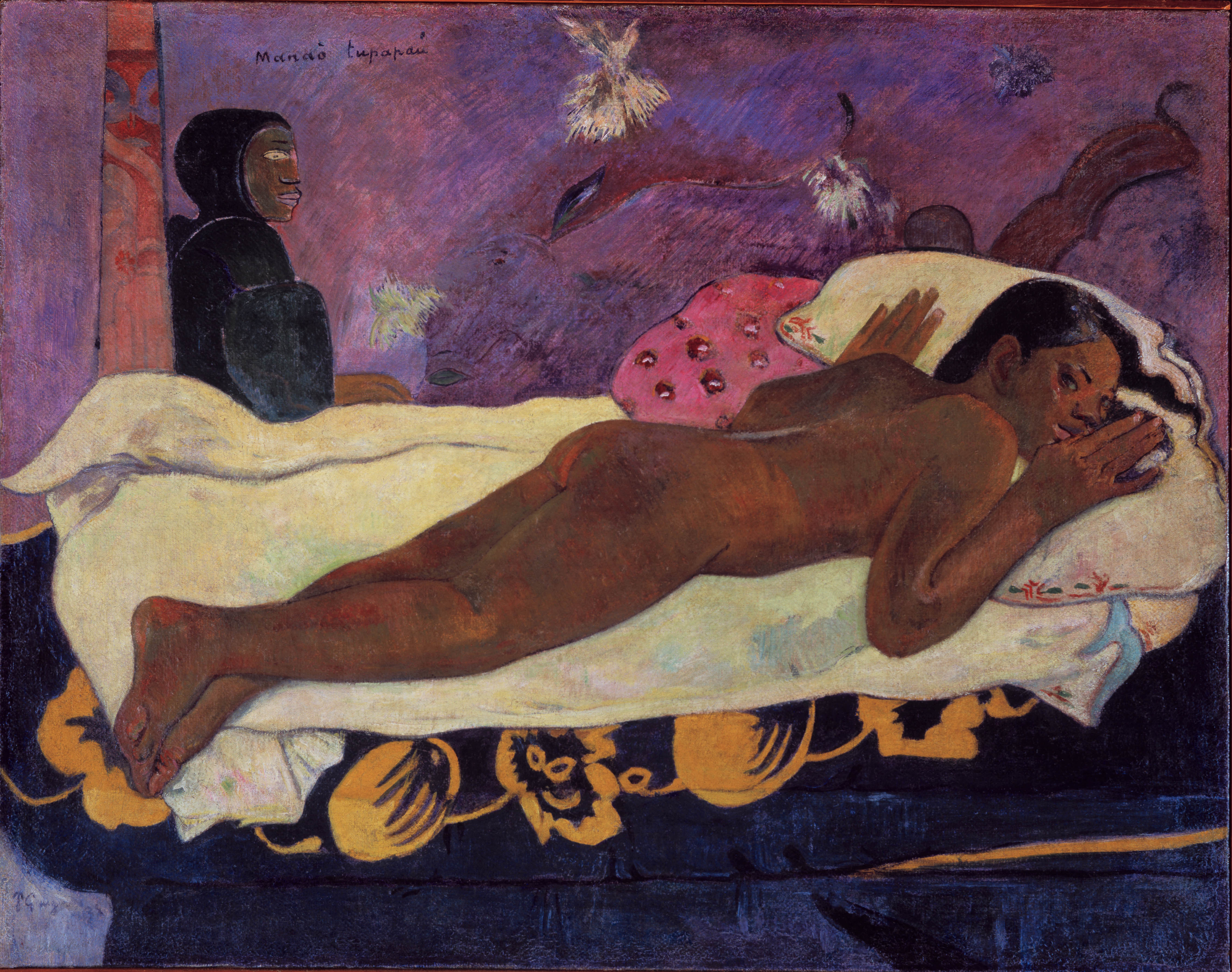
「死霊が見ている」（ポール・ゴーギャン画、オルブライト＝ノックス美術館蔵

近代美術（きんだいびじゅつ 英語: Modern art）またはモダンアートとは、西洋史の「近代」から言葉を借りて名付けられた美術史における近代、すなわち1860年代から1970年代の形式と考え方を指している。「近代」とは、一般的には封建主義時代より後の資本主義社会・市民社会の時代。

## 概要
過去の伝統を捨てて、実験的な精神で美術に向かった状況を指していることが多い。近代美術家たちは画題の本質を新鮮な目で見て、新しい方法で実験を行った時代である。伝統的には記述的であったのを避けて、抽象化が現代美術の特徴で、より最近の作品は「現代美術」（Contemporary art）または「近代後美術」（Postmodern art）へ移行する。

近代美術はモダニズムとも関係が深い。また、近代美術とその後の現代美術は不変の境界が設けられることはない。

## 参照項目
- 近代美術と現代美術
- 現代美術
- 美術史
- 西洋美術史
- フェディル・クリチェヴスキー